# Кнессет 3-го созыва
Кнессет 3-го созыва (ивр. הכנסת השלישית‎) — парламент Государства Израиль, действовавший в период с 15 августа 1955 года до 30 ноября 1959 года. Кнессет 3-го созыва функционировал 4 года и 4 месяца.

## Результаты выборов
Выборы в Кнессет 3-го созыва состоялись 26 июля 1955 года.

Количество избирателей: 1 057 609

Общее количество учтённых голосов: 853 219

Процентный барьер: 1 % 

Количество голосов за парламентское место: 6938
| Фракция                                               | Количество учтённых голосов | Голоса избирателей в процентном соотношении | Количество мандатов |
| ----------------------------------------------------- | --------------------------- | ------------------------------------------- | ------------------- |
| «Партия рабочих в Эрец-Исраэль (Мапай)»               | 274735                      | 32,2                                        | 40                  |
| «Движение Херут»                                      | 107190                      | 12,6                                        | 15                  |
| «Общие сионисты»                                      | 87099                       | 10,2                                        | 13                  |
| «Религиозный национальный фронт»¹                     | 77936                       | 9,1                                         | 11                  |
| «Ахдут ха-Авода — Поалей Цион»                        | 69475                       | 8,2                                         | 10                  |
| «Объединенная партия рабочих»                         | 62401                       | 7,3                                         | 9                   |
| «Фронт Тора и Религия»²                               | 39836                       | 4,7                                         | 6                   |
| «Коммунистическая партия Израиля»                     | 38492                       | 4,5                                         | 6                   |
| «Прогрессивная партия»                                | 37661                       | 4,4                                         | 5                   |
| «Демократический список в пользу израильских арабов»³ | 15475                       | 1,8                                         | 2                   |
| «Прогресс и работа»³                                  | 12511                       | 1,5                                         | 2                   |
| «Агрикультура и развитие»³                            | 9791                        | 1,1                                         | 1                   |

¹ Сменила своё название на Религиозно-национальная партия МАФДАЛ, «Поэль Мизрахи» — «Мизрахи». 

² Сменила своё название на «Поалей Агуат Исраэль» — «Агудат Исраэль». 

³ Партии национальных меньшинств близких по идеологии к МАПАЙ.

## Состав фракций
Численный состав фракций может не соответствовать количеству мандатов полученных на выборах, так как некоторые депутаты не находились в текущем Кнессете полный срок из-за ротации, смены должностей и пр.

### Агрикультура и развитие
1. Фарез Хамдан

### Агудат Исраэль — Поалей Агудат Исраэль
1. Шломо-Яаков Гросс

### Движение Херут
1. Биньямин Авниэль
2. Арье Альтман
3. Биньямин Ардити
4. Йоханан Бадер
5. Менахем Бегин
6. Арье Бен-Элиэзер
7. Хаим Коэн-Мегури
8. Хаим Ландау
9. Нахум Левин
10. Яков Меридор
11. Мордехай Ольмерт
12. Эстер Разиэль-Наор
13. Элиэзер Шустак
14. Йосеф Шуфман
15. Шимшон Юничман (умер в 1961 году, мандат перешел к Аврааму Дрори)

### Демократический список в пользу израильских арабов
1. Масаад Кассис
2. Джабер Муади
3. Сейф эль-Дин эль-Зуаби

### Ахдут ха-Авода — Поалей Цион
1. Авраам Абас
2. Рут Хактин
3. Игаль Алон
4. Моше Арам
5. Ерахмиэль Аса
6. Исраэль Бар-Йехуда
7. Ицхак Бен-Аарон
8. Исраэль Галили
9. Моше Кармель
10. Ципора Ласков (её пост получил Нахум Нир)
11. Ицхак Табенкин
12. Зеэв Цур

### Израильская коммунистическая партия
1. Эстер Виленска
2. Меир Вильнер
3. Шмуэль Микунис
4. Моше Снэ
5. Тауфик Туби
6. Эмиль Хабиби

### Общие сионисты
1. Хаим Ариав
2. Симха Бабе
3. Шимон Бежерано
4. Перец Беренштейн
5. Эзра Ихилов
6. Яков Клибанов
7. Шошана Парсиц
8. Шломо Перельштейн
9. Элимелех-Шимон Рималт
10. Исраэль Роках
11. Йосеф Сапир
12. Йосеф Серлин
13. Залман Сузаев
14. Бен-Цион Харель

### Объединенная партия рабочих
1. Исраэль Барзилай
2. Мордехай Бентов
3. Ицхак Ицхаки
4. Хаим Йегуда
5. Яаков Рифтин
6. Ханан Рубин
7. Эмма Тальми
8. Яаков Хазан
9. Юсуф Хамис
10. Меир Яари

### Партия рабочих в Эрец-Исраэль
1. Эхуд Авриэль (его пост получила Ханна Ламдан (Лернер))
2. Давид Ха-Коэн
3. Йосеф Аарон Альмоги
4. Залман Аран
5. Меир Аргов
6. Ами Асаф
7. Арье Бахир
8. Аарон Бекер (его пост получил Самех Изхар)
9. Давид Бен-Гурион
10. Герцель Бергер
11. Авраам Герцфельд
12. Акива Говрин
13. Исраэль Гури
14. Шмуэль Даян
15. Исраэль Ешиягу-Шараби
16. Беба Идельсон
17. Дов Йосеф
18. Сенета Йосефталь (её пост получил Дов Бар-Рав-Хай)
19. Сара Кафрит
20. Йона Кесе
21. Пинхас Лавон
22. Давид Лившиц
23. Кадиш Луз
24. Берл Лукер
25. Голда Меир
26. Мордехай Намир
27. Перец Нафтали
28. Двора Нецер
29. Барух Озния
30. Аарон Ремез (его пост получил Амос Дагани)
31. Шломо Хилель (его пост получила Женя Тверски)
32. Рахель Цабари
33. Залман Шазар (его пост получил Исраэль Каргман)
34. Яков-Шимшон Шапиро (его пост получил Яков Ницани)
35. Моше Шарет
36. Бехор-Шалом Шитрит
37. Шмуэль Шореш
38. Йосеф Шпринцак (его пост получил Хаим Йосеф Цадок)
39. Йосеф Эфрати
40. Леви Эшколь

### Прогресс и работа
1. Салех Сулейман
2. Салах-Хасан Ханифес

### Прогрессивная партия
1. Иоханан Коэн (сменил Иешияху Фёрдера)
2. Идов Коэн
3. Пинхас Розен
4. Изхар Харари
5. Гершом Шокен

### Религиозный национальный фронт
1. Исраэль Шломо Бен-Меир (Религиозно-национальная партия МАФДАЛ, «Поэль Мизрахи» — «Мизрахи»)
2. Йосеф Бург (Религиозно-национальная партия МАФДАЛ, «Поэль Мизрахи» — «Мизрахи»)
3. Зерах Варгафтиг (Религиозно-национальная партия МАФДАЛ, «Поэль Мизрахи» — «Мизрахи»)
4. Аарон-Яаков Гринберг (Религиозно-национальная партия МАФДАЛ, «Поэль Мизрахи» — «Мизрахи»)
5. Фрижа Зуарец (Религиозно-национальная партия МАФДАЛ, «Поэль Мизрахи» — «Мизрахи»)
6. Моше Кельмер (Религиозно-национальная партия МАФДАЛ, «Поэль Мизрахи» — «Мизрахи»)
7. Мордехай Нурок (Религиозно-национальная партия МАФДАЛ, «Поэль Мизрахи» — «Мизрахи»)
8. Ицхак Рафаэль (Религиозно-национальная партия МАФДАЛ, «Поэль Мизрахи» — «Мизрахи»)
9. Моше Унна (Религиозно-национальная партия МАФДАЛ, «Поэль Мизрахи» — «Мизрахи»)
10. Яаков Михаэль Хазани (Религиозно — национальная партия, Поэль Мизрахи — Мизрахи)
11. Хаим-Моше Шапиро (Религиозно-национальная партия МАФДАЛ, «Поэль Мизрахи» — «Мизрахи»)

### Фронт Тора и Религия
1. Залман Бен-Яаков (Агудат Исраэль — Поалей Агуат Исраэль)
2. Кальман Кахана (Агудат Исраэль — Поалей Агуат Исраэль)
3. Яаков Кац (Агудат Исраэль — Поалей Агуат Исраэль)
4. Ицхак Меир Левин (Агудат Исраэль — Поалей Агуат Исраэль)
5. Шломо Лоринц (Агудат Исраэль — Поалей Агуат Исраэль)
6. Биньямин Минц (Агудат Исраэль — Поалей Агуат Исраэль)

## История

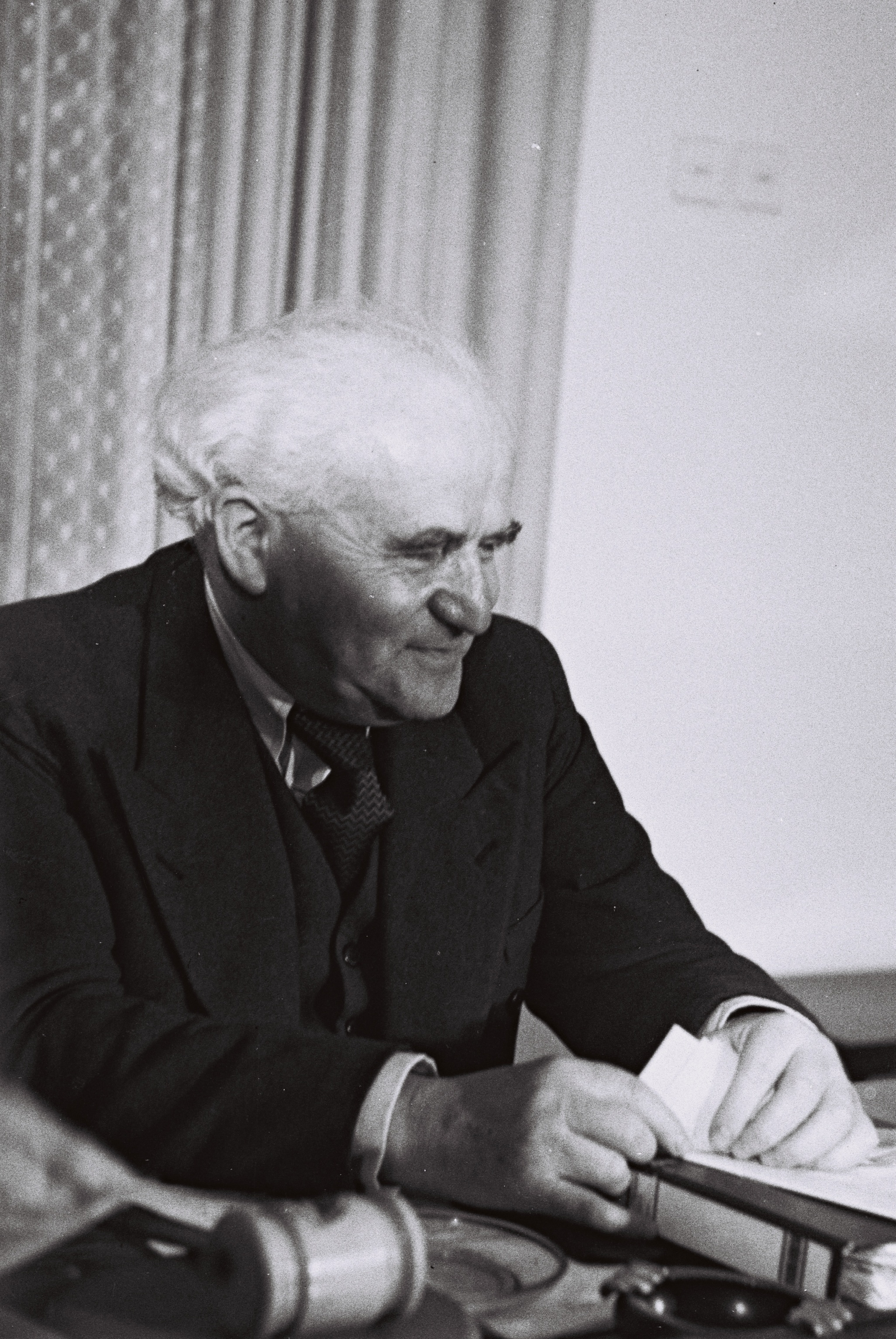
Давид Бен-Гурион — премьер-министр Израиля

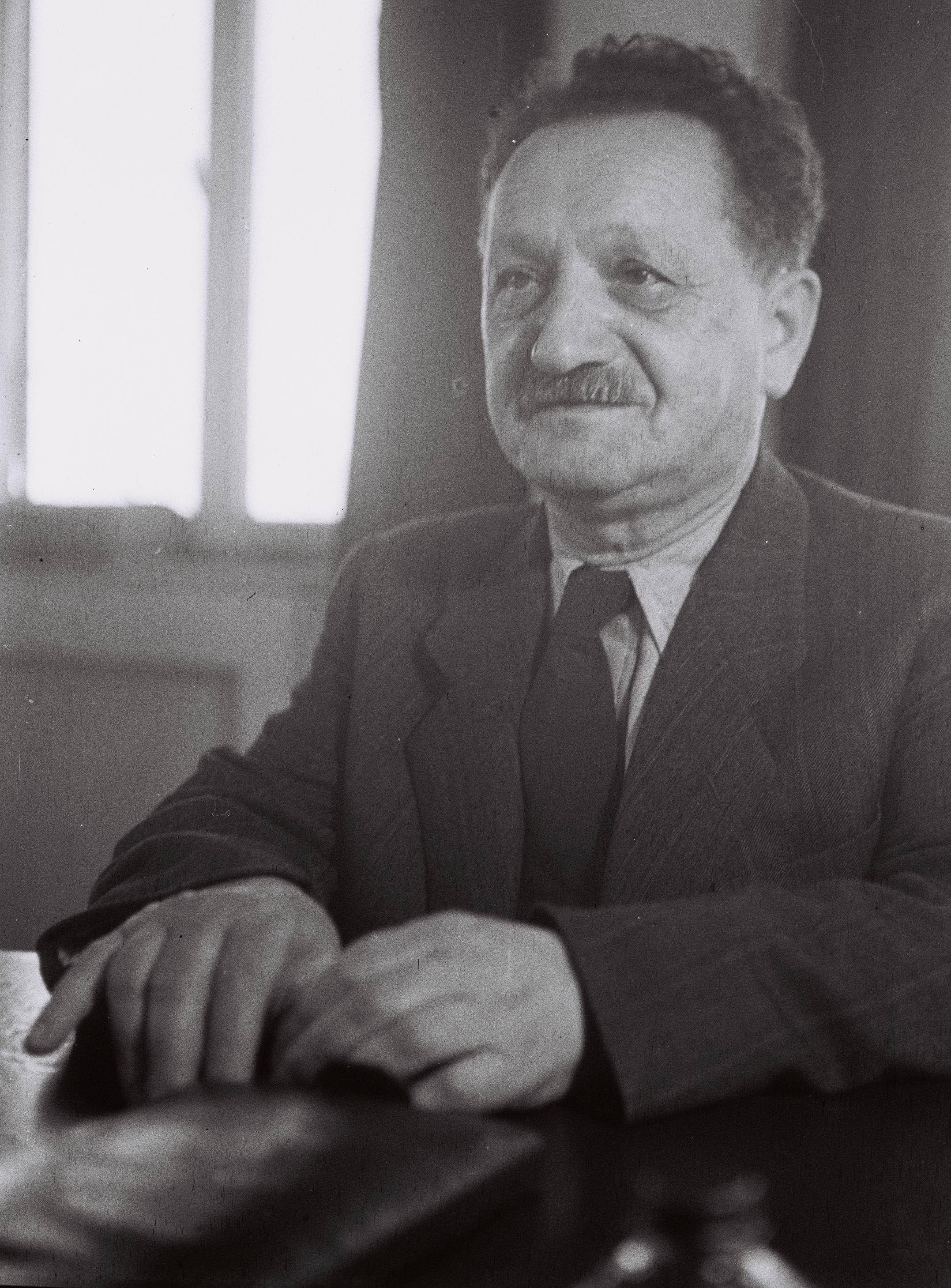
Йосеф Шпринцак — Председатель Кнессета

Первое заседание прошло 15 августа 1955 года. Председатель кнессета: Йосеф Шпринцак, а после его смерти в 1959 году — Нахум Нир. Заместители председателя: Беба Идельсон, Хаим Ариав, Арье Бен-Элиэзер, Аарон-Яков Гринберг, Шмуэль Даян, Исраэль Ешиягу-Шараби, Биньямин Минц, Ханан Рубин, Исраэль Роках. Секретарь кнессета: Моше Розетти.
Кнессет третьего созыва функционировал 4 года, в течение которых действовали два правительства (7-е и 8-е) во главе с Давидом Бен-Гурионом. Для формирования 7-го правительства Бен-Гуриону понадобилось 3 месяца, по окончании которых премьер-министр сумел сформировать правительство, включающее в себя все рабочие партии — МАПАЙ, МАПАМ и Ахдут ха-Авода. Давид Бен-Гурион распустил это правительство вследствие неудачных попыток прекратить утечки информации с заседаний правительства и невозможности наладить коалиционную дисциплину. Поводом для роспуска 8-го правительства послужило решение МАПАМ и Ахдут ха-Авода проголосовать против продажи оружия Германии (между двумя странами еще не было дипломатических отношений) и их отказ уйти в отставку.
Одним из серьёзных изменений на политической карте Израиля стало появление партии «Мафдал», объединившей в своих рядах «Мизрахи» и «Ха-поэль ха-мизрахи», тогда как «МАПАМ» и «Ахдут ха-Авода» пришлось бороться за голоса избирателей отдельно друг от друга.
Начало работы кнессета совпало с резким увеличением количества нелегальных проникновений через границу разного рода арабских террористических групп и ускоренным вооружением Египта при поддержке СССР. В октябре 1956 года Израиль, в сотрудничестве с Францией и Британией, присоединившимися к боевым действиям в районе Суэцкого канала, провел военную операцию «Кадеш», направленную против Египта. К марту 1957 года Израиль был вынужден отступить с территории Сектора Газа и большей части Синайского полуострова вследствие международного давления. Позиции вдоль границы между Израилем и Египтом, а также в Газе заняли специальные войска ООН. Движение «Херут», не находящееся в правительстве, обвинило Бен-Гуриона в пораженчестве. Однако партия МАПАМ, находящаяся в правительстве, хоть и не была согласна с проведением операции «Кадеш», все же из правительства не вышла.
На израильские меньшинства (арабы, друзы) распространялся режим военного положения, который крайне ограничивал свободу их передвижения. Политическое сопротивление этому режиму исходило не только от Коммунистической партии Израиля, членами которой являлись арабы и евреи, придерживающиеся левых взглядов, но и со стороны правых. Так, Менахем Бегин, высказывая свое несогласие, утверждал, что постановления о чрезвычайном положении были установлены еще при британской мандате, который использовал их против еврейского населения.
Коммунисты и партии левой ориентации не соглашались с прозападной ориентацией Израиля. Они противились сотрудничеству с Британией и Францией в рамках операции «Кадеш», возражали против поддержки Эйзенхауэра, согласно которой государство, находящееся в состоянии противостояния с СССР, получало американскую помощь. 3 июня 1957 года, на голосовании по политике правительства МАПАМ и Ахдут ха-Авода воздержались, а движение «Херут» проголосовало против правительства, так как поддерживало более проамериканскую линию. Через полгода эти три партии проголосовали против укрепления отношений с Западной Германией. Отказ МАПАМ и Ахдут ха-Авода принять правила коалиционной дисциплины привело к отставке Бен-Гуриона.
Религиозные партии продолжали высказывать недовольство несоблюдением законов шаббата, а партия Мафдал привела к коалиционному кризису из-за постановления МВД в 1959 году о том, как будет определяться еврейство. Двое её министров подали в отставку, но в конечном результате вернулись, после того, как Бен-Гурион отменил решение МВД. Вопрос о том «кто же является евреем?» снова был затронут лишь в 1970 году, после чего была принята вторая поправка к закону о возвращении.
В феврале 1959 года был принят первый Основной закон о кнессете. Партия сионистов пыталась изменить систему выборов, однако попытка не увенчалась успехом.
28 октября 1957 года, на следующий день после избрания Ицхака Бен-Цви на пост второго президента Израиля, душевнобольной, проникший в здание кнессета, бросил гранату во время пленарного заседания, ранив при этом нескольких министров и главу правительства. Инцидент привел к применению строгих мер безопасности, и в 1959 году было создано подразделение охраны — Мишмар ха-Кнессет.

## Наиболее важные законы, принятые Кнессетом 3-го созыва
- Закон о защите растительной природы, 1956 г.
- Закон о коллективных трудовых соглашениях, 1957 г.
- Закон об урегулировании рабочих конфликтов, 1957 г.
- Закон об инвалидах - жертвах нацистских преследований, 1957 г.
- Основной закон о Кнессете
- Закон о социальных услугах, 1958 г.
- Закон о государственном контролере, 1958 г.
- Закон о совете по высшему образованию, 1958 г.
- Закон о службе занятости, 1959 г.
- Закон о дне памяти Катастрофы и Героизма, 1959 г.
- Закон об инвалидах (вознаграждение и реабилитация), 1959 г.
- Закон о воде, 1959 г.
- Закон о поощрении капиталовложений, 1959 г.